# San Michele Salentino
San Michele Salentino este o comună din provincia Brindisi, regiunea Puglia, Italia, cu o populație de 3.078 de locuitori&#32 (2022);și o suprafață de 26,53 km².

## Demografie
San Michele Salentino - evoluția demografică

|  | Graficele sunt indisponibile din cauza unor probleme tehnice. Mai multe informații se găsesc la Phabricator și la wiki-ul MediaWiki. |

Date: Recensăminte sau birourile de statistică - grafică realizată de Wikipedia